# Tecnología de rastreo de atributos futuros

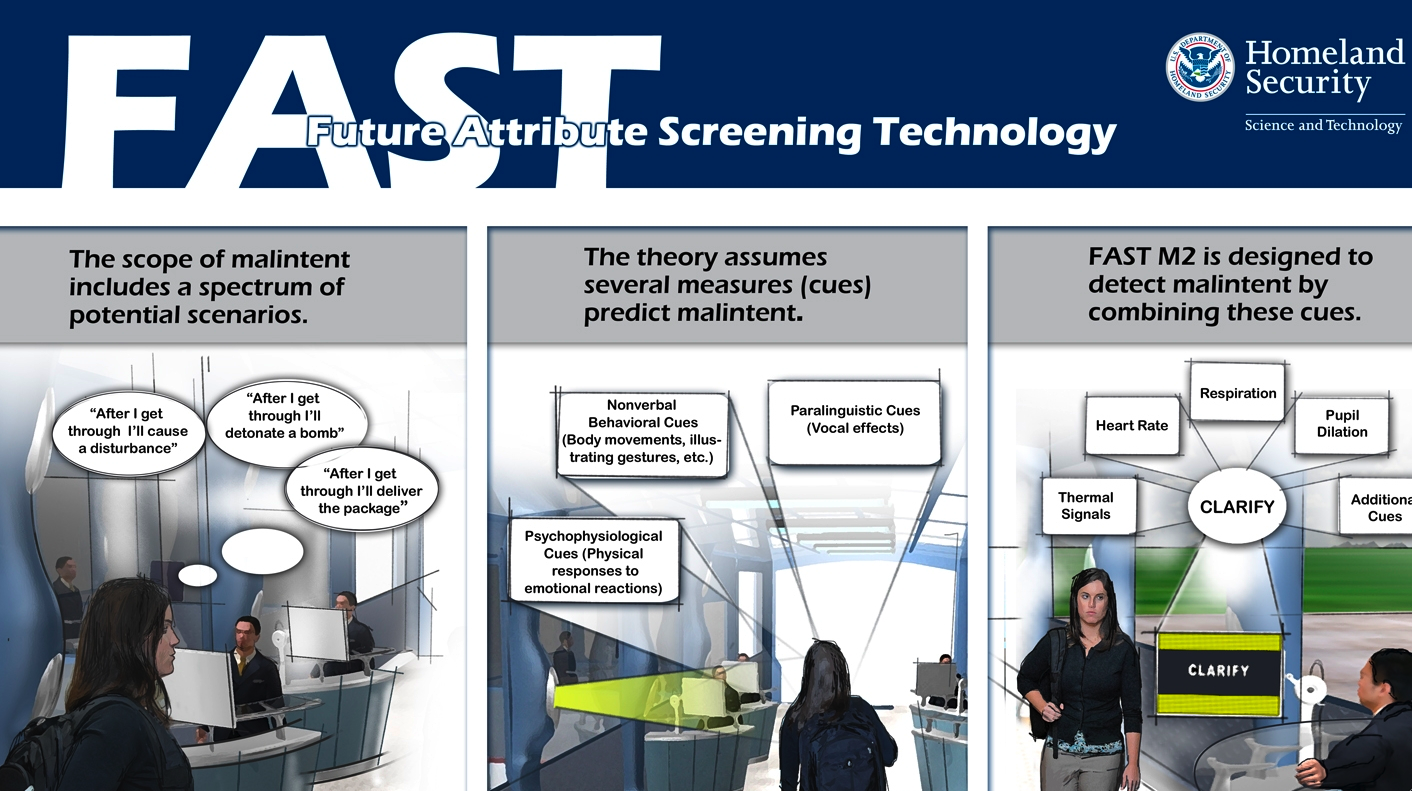
Recreación mostrando el uso previsto de la tecnología de rastreo de atributos futuros

La Future Attribute Screening Technology (FAST) Tecnología de reconocimiento de atributos futuros, es un programa creado por el Departamento de Seguridad Nacional de los Estados Unidos, (DHS). Originalmente se le llamó "proyecto de intento hostil". El propósito esta tecnología es de detectar personas con "pensamientos hostiles" en puntos fronterizos. El vocero científico del DHS John Verrico dijo en septiembre del año pasado, que había una precisión del 78% en la detección de "malas intenciones" y un 80% en el engaño. En una reunión el 24 de julio del año pasado, el subsecretario del DHS Jay Cohen dijo que la meta es crear una nueva tecnología que pudiera trabajar en tiempo real en contraste con la actual, en la cual se requiere la comisión del crimen. La nueva tecnología de rastreo mide el pulso, la temperatura de la piel, la respiración, la expresión facial, el movimiento corporal, la dilatación pupilar y pistas de otras características que verá si fuera terrorista o tuviese intenciones de hacer daño. Dicha tecnología podría ser utilizada en aeropuertos y en eventos especiales.

## Organizaciones involucradas
- Battelle Memorial Institute, Aberdeen, MD, Columbus, OH.
  - Contrato DHS de $1,356,690 en 2007
- Farber Speciality Vehicle (fabricantes de camiones)
- Laboratorio Draper, Boston, MA 
  - Contrato DHS de $2.6 millones en 2009
- Navy Research Laboratory - trabajando en un proyecto relacionado con FAST